# Samtgemeinde Meinersen
Samtgemeinde Meinersen er et amt i den sydvestlige del af Landkreis Gifhorn i den tyske delstat Niedersachsen. Det ligger omkring 8 km sydvest for byen Gifhorn. Amtet har 20.423 indbyggere (2012)

## Geografi
Amtet Meinersen ligger på højden Papenteich i Allerdalen mellem Harzen og Lüneburger Heide, nord for byen Braunschweig.

### Vandløb
Ud over de to større floder Oker og Aller, der løber sammen i Müden, er der flere mindrfe bække og vandløb i området.

## Kommuner i Samtgemeinde Meinersen
| Kommuner i Samtgemeinde Meinersen | Kommuner i Samtgemeinde Meinersen | Kommuner i Samtgemeinde Meinersen | Kommuner i Samtgemeinde Meinersen | Kommuner i Samtgemeinde Meinersen                                                           |
| Kommune                           | Indbyggere (31. december 2007)    | Areal (km²)                       | Befolkningstæthed (indb/km²)      | Landsbyer og bebyggelser                                                                    |
| --------------------------------- | --------------------------------- | --------------------------------- | --------------------------------- | ------------------------------------------------------------------------------------------- |
| Hillerse                          | 2.649                             | 24.52                             | 108                               | Hillerse, Volkse                                                                            |
| Leiferde                          | 4.638                             | 29.16                             | 159                               | Leiferde, Dalldorf                                                                          |
| Meinersen                         | 8.754                             | 56.47                             | 155                               | Ahnsen, Böckelse, Hardesse, Höfen, Meinersen, Ohof, Päse, Seershausen, Warmse               |
| Müden                             | 5.787                             | 68.89                             | 84                                | Bockelberge, Brenneckenbrück, Diekhorst, Ettenbüttel, Flettmar, Gerstenbüttel, Gilde, Müden |